# 野木瓜
野木瓜（学名：Stauntonia chinensis）是木通科野木瓜属的植物，为中国的特有植物。分布在云南、广西、广东、浙江、江西、福建、湖南、安徽、香港、贵州等地，生长于海拔500米至1,300米的地区，见于山地密林、山腰灌丛或山谷溪边疏林中，目前尚未由人工引种栽培。

## 别名
七叶莲（广东） 沙引藤（广东云浮） 山芭蕉、牛芽标（广西大瑶山）

## 延伸阅读
[在维基数据编辑]
 《植物名實圖考·野木瓜》，出自吳其濬《植物名實圖考》